# Pallavolo ai XIX Giochi del Mediterraneo - Convocazioni al torneo femminile
Elenco delle giocatrici convocate per i XIX Giochi del Mediterraneo.

## Algeria
| N° | Nome                | Ruolo | Data di nascita  | Squadra       |
| -- | ------------------- | ----- | ---------------- | ------------- |
| -  | Nabil Tennoun       | All   | -                | -             |
| 1  | Zina Oudai          | P     | 19 luglio 2000   | -             |
| 3  | Salima Hammouche    | L     | 17 gennaio 1984  | -             |
| 5  | Fahima Brahmi       | C     | 2 marzo 1993     | GS Pétroliers |
| 6  | Wissem Djouhri      | O     | 21 febbraio 2002 | -             |
| 7  | Amira Bechar        | S     | 11 febbraio 2002 | -             |
| 8  | Zohra Bensalem      | S     | 5 aprile 1990    | -             |
| 10 | Melissa Soualmi     | O     | 15 ottobre 2002  | -             |
| 11 | Yasmine Abderrahim  | S     | 16 aprile 1999   | Venelles      |
| 12 | Kahina Djouhri      | C     | 27 maggio 2000   | -             |
| 13 | Radia Bellahsene    | P     | 28 gennaio 1994  | -             |
| 14 | Bekhta Rabah-Mazari | S     | 5 maggio 1998    | -             |
| 15 | Aicha Mezemate      | C     | 6 gennaio 1991   | -             |

## Croazia
| N° | Nome               | Ruolo | Data di nascita   | Squadra       |
| -- | ------------------ | ----- | ----------------- | ------------- |
| -  | Ferhat Akbaş       | All   | 14 aprile 1986    | Eczacıbaşı    |
| 2  | Mika Grbavica      | O     | 8 dicembre 2001   | HAOK Mladost  |
| 4  | Božana Butigan     | C     | 19 agosto 2000    | Bergamo 1991  |
| 5  | Nikolina Božičević | L     | 14 gennaio 1995   | Târgoviște    |
| 6  | Klara Perić        | P     | 30 marzo 1998     | HAOK Mladost  |
| 7  | Laura Miloš        | S     | 20 ottobre 1994   | Saint-Raphaël |
| 8  | Astrid Popić       | C     | 24 luglio 1998    | HAOK Mladost  |
| 11 | Beta Dumančić      | C     | 26 marzo 1991     | Vilsbiburg    |
| 12 | Josipa Marković    | S     | 25 gennaio 2001   | HAOK Mladost  |
| 14 | Martina Šamadan    | C     | 11 settembre 1993 | HAOK Mladost  |
| 16 | Lea Deak           | P     | 27 aprile 2000    | Volero Zurigo |
| 19 | Izabela Štimac     | L     | 12 novembre 2000  | HAOK Mladost  |
| 20 | Natalia Tomić      | S     | 4 gennaio 2002    | HAOK Mladost  |

## Egitto
| N° | Nome              | Ruolo | Data di nascita  | Squadra          |
| -- | ----------------- | ----- | ---------------- | ---------------- |
| -  | Ahmed Mohamed     | All   | -                | -                |
| 1  | Aya Abdelmaksoud  | O     | 27 novembre 1995 | Al-Ahly          |
| 4  | Nada Meawad       | S     | 12 aprile 1998   | Lugano           |
| 7  | Mariam Abdelkader | L     | 5 settembre 1995 | Al-Ahly          |
| 8  | Nahla Abdelfattah | S     | 21 gennaio 1990  | -                |
| 10 | Maya Ahmed        | S     | 8 marzo 1998     | Al-Ahly          |
| 11 | Sara Amin         | S     | 14 maggio 1997   | -                |
| 12 | Farida Elaskalany | C     | 14 febbraio 1995 | Al-Ahly          |
| 13 | Laila Mahfouz     | P     | 27 luglio 1994   | -                |
| 15 | Zeina Elelemy     | S     | 1º gennaio 2000  | Al-Ahly          |
| 19 | Sohila Sayid      | P     | 26 agosto 2000   | Illinois Chicago |
| 20 | Mariam Morsy      | C     | 1º maggio 1995   | Al-Ahly          |
| 22 | Dalia Morshedy    | C     | 15 novembre 2001 | Shooting         |

## Francia
| N° | Nome                  | Ruolo | Data di nascita   | Squadra        |
| -- | --------------------- | ----- | ----------------- | -------------- |
| -  | Émile Rousseaux       | All   | 3 aprile 1961     | -              |
| 8  | Manon Bernard         | L     | 23 gennaio 1995   | Chamalières    |
| 13 | Aurore Mobisa         | C     | 3 dicembre 2002   | IFVB           |
| 21 | Eva Elouga            | C     | 14 ottobre 1999   | Chamalières    |
| 23 | Léandra Olinga-Andela | C     | 12 agosto 1997    | ASPTT Mulhouse |
| 27 | Mahé Mauriat          | P     | 23 maggio 2000    | Béziers        |
| 34 | Lisa Arbos            | S     | 22 novembre 1996  | Saint-Raphaël  |
| 38 | Leïa Ratahiry         | S     | 27 settembre 2002 | IFVB           |
| 63 | Emilie Respaut        | P     | 25 aprile 2003    | IFVB           |
| 75 | Guewe Diouf           | S     | 15 giugno 2002    | ASPTT Mulhouse |
| 78 | Aminata Dia           | C     | 21 febbraio 2002  | IFVB           |
| 91 | Halimatou Bah         | S     | 21 dicembre 2003  | IFVB           |
| 98 | Sabine Haewegene      | S     | 9 maggio 1994     | Évreux         |

## Grecia
| N° | Nome                      | Ruolo | Data di nascita   | Squadra           |
| -- | ------------------------- | ----- | ----------------- | ----------------- |
| -  | Marcello Abbondanza       | All   | 24 agosto 1970    | Türk Hava Yolları |
| 1  | Eirīnī Chatzīeustratiadou | C     | 2 settembre 1995  | Panathīnaïkos     |
| 4  | Lamprinī Kōnstantinidou   | P     | 16 settembre 1996 | Thīras            |
| 5  | Asīmina Nokologiannī      | S     | 4 giugno 1999     | Pannaxiakos       |
| 8  | Elisavet Īliopoulou       | P     | 25 gennaio 2001   | PAOK              |
| 9  | Olga Strantzalī           | S     | 12 gennaio 1996   | Alba-Blaj         |
| 13 | Maria Xanthopoulou        | L     | 24 ottobre 1998   | PAOK              |
| 16 | Maria Genitsaridī         | S     | 3 giugno 1994     | Olympiakos        |
| 19 | Anna Spanou               | S     | 18 novembre 1995  | Terville Florange |
| 21 | Stamatia Kyparissī        | S     | 20 giugno 2002    | PAOK              |
| 22 | Maria Klepkou             | S     | 13 maggio 2000    | PAOK              |
| 23 | Kyriakī Terzoglou         | C     | 22 novembre 2003  | PAOK              |
| 24 | Andromachī Tsiogka        | C     | 3 novembre 2001   | PAOK              |

## Italia
| N° | Nome               | Ruolo | Data di nascita   | Squadra               |
| -- | ------------------ | ----- | ----------------- | --------------------- |
| -  | Luca Pieragnoli    | All   | -                 | -                     |
| 2  | Francesca Bosio    | P     | 7 agosto 1997     | Chieri '76            |
| 13 | Ilaria Battistoni  | P     | 22 aprile 1996    | AGIL                  |
| 16 | Sofia D'Odorico    | S     | 6 gennaio 1997    | AGIL                  |
| 19 | Federica Squarcini | C     | 24 settembre 2000 | Imoco                 |
| 20 | Sara Panetoni      | L     | 6 maggio 2000     | San Casciano          |
| 22 | Terry Enweonwu     | O     | 12 maggio 2000    | San Casciano          |
| 23 | Elena Perinelli    | S     | 27 giugno 1995    | Chieri '76            |
| 24 | Alessia Mazzaro    | C     | 19 settembre 1998 | Chieri '76            |
| 27 | Emma Cagnin        | S     | 26 giugno 2002    | Bergamo 1991          |
| 28 | Bintu Diop         | O     | 2 marzo 2002      | Wealth Planet Perugia |
| 29 | Giorgia Frosini    | O     | 22 novembre 2002  | Imoco                 |
| 36 | Linda Nwakalor     | C     | 17 settembre 2002 | Wealth Planet Perugia |

## Macedonia del Nord
| N° | Nome                   | Ruolo | Data di nascita  | Squadra     |
| -- | ---------------------- | ----- | ---------------- | ----------- |
| -  | Stefan Paunović        | All   | 4 aprile 1991    | -           |
| 1  | Emilija Popjordanovska | L     | 3 gennaio 1993   | -           |
| 2  | Meri Boshkovska        | O     | 6 giugno 2005    | -           |
| 3  | Simona Stojanovska     | C     | 17 maggio 2001   | -           |
| 4  | Iva Stojkoska          | C     | 25 aprile 2005   | -           |
| 7  | Tamara Stojanova       | S     | 9 giugno 1997    | -           |
| 10 | Erjona Jonuzi          | P     | 23 febbraio 2001 | -           |
| 12 | Nadica Anteska         | L     | 12 aprile 2004   | -           |
| 13 | Ana Pavloska           | C     | 26 luglio 1996   | -           |
| 14 | Mila Dikova            | O     | 6 dicembre 2003  | -           |
| 16 | Mia Gjorgievska        | P     | 8 giugno 2006    | -           |
| 17 | Tea Terzievska         | S     | 31 dicembre 1999 | Cloppenburg |
| 18 | Dobrina Toseva         | S     | 18 marzo 2005    | -           |

## Serbia
| N° | Nome               | Ruolo | Data di nascita  | Squadra                |
| -- | ------------------ | ----- | ---------------- | ---------------------- |
| -  | Marijana Boričić   | All   | 26 giugno 1982   | Ub                     |
| 1  | Tara Taubner       | O     | 11 gennaio 2002  | Stella Rossa           |
| 2  | Andrea Tišma       | P     | 15 aprile 2003   | Volero Zurigo          |
| 3  | Minja Osmajić      | C     | 12 febbraio 2003 | Jedinstvo Stara Pazova |
| 4  | Bojana Gočanin     | L     | 29 ottobre 2002  | TENT                   |
| 10 | Jovana Cvetković   | S     | 25 marzo 2002    | TENT                   |
| 11 | Hena Kurtagić      | C     | 27 agosto 2004   | TENT                   |
| 12 | Ana Malešević      | C     | 30 marzo 2002    | TENT                   |
| 14 | Vanja Savić        | O     | 13 maggio 2002   | Volero Le Cannet       |
| 15 | Isidora Kockarević | S     | 12 gennaio 2002  | Jedinstvo Stara Pazova |
| 18 | Branka Tica        | S     | 23 agosto 2003   | Jedinstvo Stara Pazova |
| 21 | Vanja Ivanović     | S     | 22 ottobre 2004  | Železničar Lajkovac    |
| 30 | Rada Perović       | P     | 13 aprile 2001   | Železničar Lajkovac    |

## Spagna
| N° | Nome             | Ruolo | Data di nascita  | Squadra             |
| -- | ---------------- | ----- | ---------------- | ------------------- |
| -  | Pascual Saurín   | All   | 26 febbraio 1967 | JAV Olímpico        |
| 5  | Laura Villasante | O     | 3 gennaio 1992   | Leganés             |
| 6  | Elia Rodríguez   | P     | 19 maggio 2003   | Sant Cugat          |
| 7  | Margalida Piza   | L     | 27 maggio 2000   | Alcobendas          |
| 8  | Carlota García   | C     | 21 febbraio 1992 | Ciutadella          |
| 9  | Raquel Lázaro    | P     | 4 gennaio 2000   | Southern California |
| 10 | Paula Carpintero | O     | 17 maggio 1999   | Kiele               |
| 12 | Lucía Varela     | C     | 10 agosto 2003   | JAV Olímpico        |
| 15 | Lucía Prol       | S     | 30 novembre 1993 | Haris               |
| 18 | Carla Jiménez    | C     | 14 giugno 2002   | Esquimo             |
| 21 | Inés Villa       | S     | 14 febbraio 1998 | Leganés             |
| 22 | Cristina Llorens | S     | 6 marzo 1995     | Ciutadella          |
| 24 | Denia Bravo      | S     | 14 aprile 1998   | Alcobendas          |

## Tunisia
| N° | Nome               | Ruolo | Data di nascita   | Squadra  |
| -- | ------------------ | ----- | ----------------- | -------- |
| -  | Mohamed Messelmani | All   | -                 | -        |
| 2  | Mouna Hamouda      | S     | 10 giugno 1996    | Carthage |
| 3  | Dhouha Engazou     | L     | 11 dicembre 2003  | -        |
| 4  | Chourouk Galai     | C     | 26 settembre 1997 | -        |
| 7  | Rahma Agrebi       | S     | 2 novembre 1990   | Carthage |
| 8  | Abir Othmani       | C     | 29 gennaio 1991   | Carthage |
| 10 | Eya Ismail         | S     | 13 maggio 2001    | -        |
| 12 | Ameni Ghizaoui     | S     | 30 marzo 2002     | -        |
| 13 | Sirine Bouraoui    | S     | 12 ottobre 1998   | Carthage |
| 14 | Hiba Fatnassi      | P     | 1º luglio 2003    | -        |
| 15 | Nihel Kebaier      | P     | 8 agosto 1993     | Carthage |
| 17 | Sahar Jenhani      | C     | 1º agosto 2005    | -        |
| 20 | Nesrine Abda       | O     | 20 luglio 2004    | -        |

## Turchia
| N° | Nome             | Ruolo | Data di nascita  | Squadra     |
| -- | ---------------- | ----- | ---------------- | ----------- |
| -  | Alper Hamurcu    | All   | 25 novembre 1983 | Aydın BB    |
| 1  | Melis Yılmaz     | L     | 28 giugno 1997   | Aydın BB    |
| 2  | İlkin Aydın      | S     | 5 gennaio 2000   | Galatasaray |
| 3  | Emine Arıcı      | C     | 17 gennaio 1997  | Aydın BB    |
| 5  | Ezgi Akyaldız    | S     | 22 maggio 1998   | Kuzeyboru   |
| 8  | Buse Ünal        | P     | 29 luglio 1997   | Fenerbahçe  |
| 9  | Aslıhan Kılıç    | P     | 21 aprile 1998   | Aydın BB    |
| 10 | Ayçin Akyol      | C     | 15 giugno 1999   | Karayolları |
| 11 | Buse Kayacan     | L     | 15 luglio 1992   | Nilüfer     |
| 17 | Tutku Yüzgenç    | O     | 15 gennaio 1999  | Fenerbahçe  |
| 18 | Yasemin Yıldırım | C     | 28 gennaio 1995  | Kuzeyboru   |
| 19 | Derya Cebecioğlu | S     | 24 ottobre 2000  | VakıfBank   |
| 20 | Yaprak Erkek     | S     | 2 settembre 2001 | Legionovia  |